# Mechanitis visenda
Mechanitis visenda är en fjärilsart som beskrevs av Butler 1877. Mechanitis visenda ingår i släktet Mechanitis och familjen praktfjärilar. Inga underarter finns listade i Catalogue of Life.